# Günter Bittengel
Günter Bittengel (* 14. července 1966) je bývalý český fotbalista německé národnosti, útočník, trenér, reprezentant Československa a České republiky.
Za československou reprezentaci odehrál roku 1987–1991 čtyři utkání, roku 1995 reprezentoval jednou i Českou republiku. Dvakrát startoval v olympijském výběru a 14× v reprezentaci do 21 let (dal zde 3 góly). V lize odehrál 189 utkání a dal 25 gólů. Hrál za Duklu Praha (1985–1991), německý Bayer Uerdingen (1991–1996) a Chmel Blšany (1997–2001). S Duklou získal roku 1990 Československý pohár. 16x startoval v evropských pohárech a dal zde tři branky. Jako trenér vedl Chmel Blšany, Viktorii Žižkov či Duklu Praha, kde nyní působí jako manažer mládeže.